# Matrimonio de la Virgen (Luca Giordano)
El Matrimonio de la Virgen  es un cuadro al óleo sobre tela (155×355 cm) de Luca Giordano, fechado en 1688 y conservado en el museo del Louvre de París.

## Descripción
La obra deriva probablemente de una serie de escenas de la vida de la Virgen ideada para el Palacio Real de Aranjuez del mismo Giordano. 
En el cuadro se muestra a la Virgen en el centro, en pie, con vestido rosa y manto azul, recibiendo una ceremonia del sumo sacerdote junto a ella, el cual oficia la función leyendo sobre un grueso libro sostenido por un chico que está debajo de éste. Más en allá, a la izquierda, san José, con vestido violeta y manto amarillo, aguanta en la mano una rama florecida. María de hecho, según los evangelios apócrifos, había crecido en el Templo de Jerusalén (es decir, con un estilo de vida casto, parecido al de las monjas) y cuando llegó a la edad de matrimonio, fue dando a cada uno de los pretendientes una rama seca, a la espera de un signo divino: el único que floreció, fue el de José. A la derecha, se ve un grupo de mujeres arrodilladas que observan en oración la ceremonia. La escena se desarrolla bajo un arco del templo con querubínes en vuelo. 
La actitud de la Virgen recuerda en muchos aspectos la obra maestra de François Duquesnoy para la iglesia de Santa Maria de Loreto (Roma),  la Santa Susana. El equilibrio de las formas, la gama de colores fríos y el formato horizontal evocan el clasicismo de Nicolas Poussin.